# 孫塔爾區

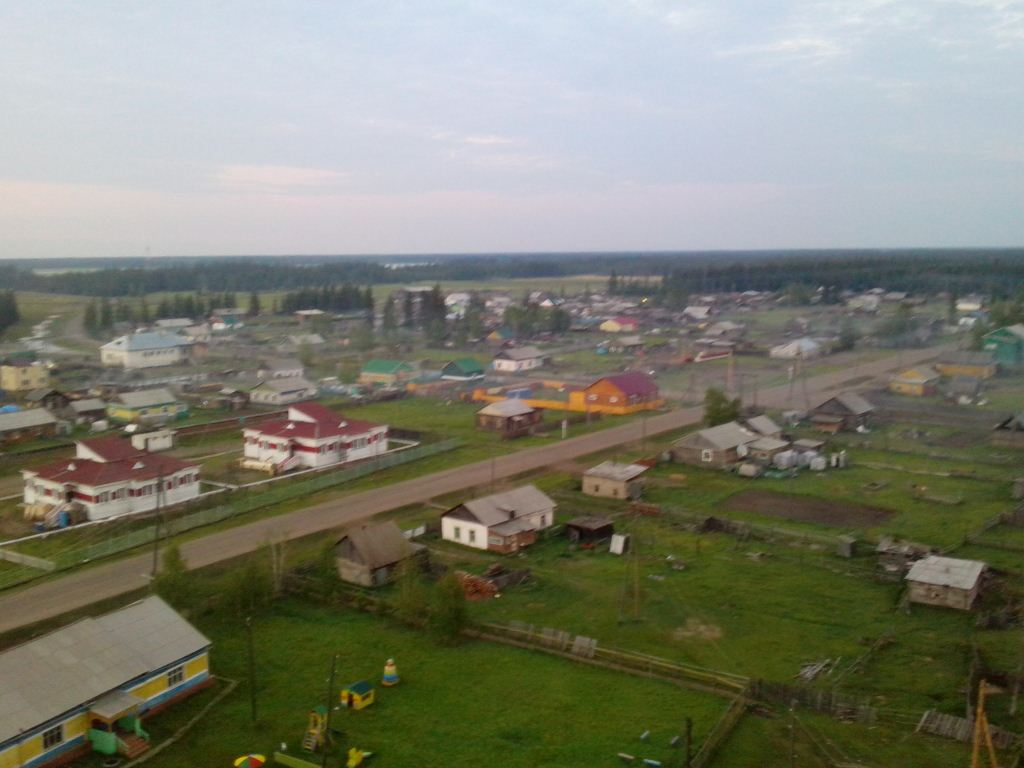

62°09′27″N 117°38′39″E / 62.15750°N 117.64417°E
孫塔爾區（俄语：Сунтарский улус），是俄羅斯的一個區，位於該國東部，由薩哈共和國負責管轄，始建於1930年1月9日，面積57,800平方公里，2010年人口25,140，人口密度每平方公里0.43人。